# Номерні знаки В'єтнаму

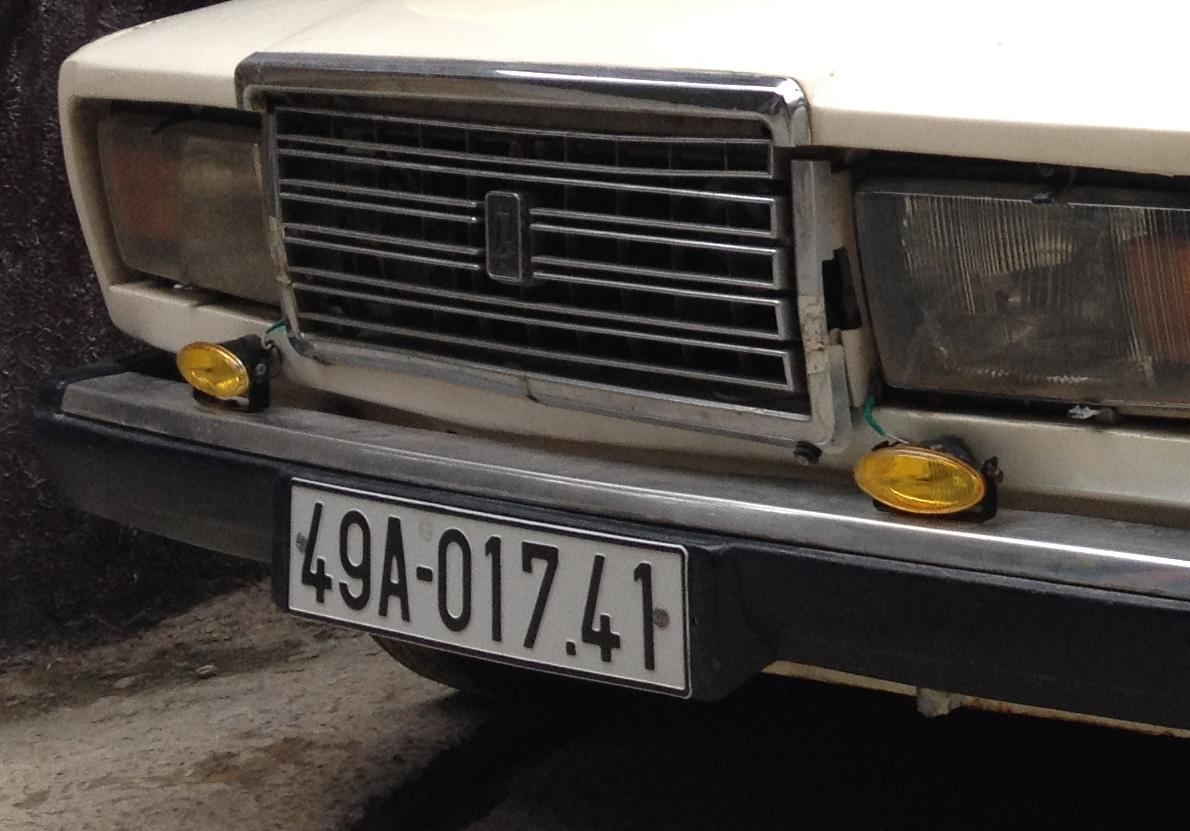
ВАЗ-2107 з номером зразку 2010 р.

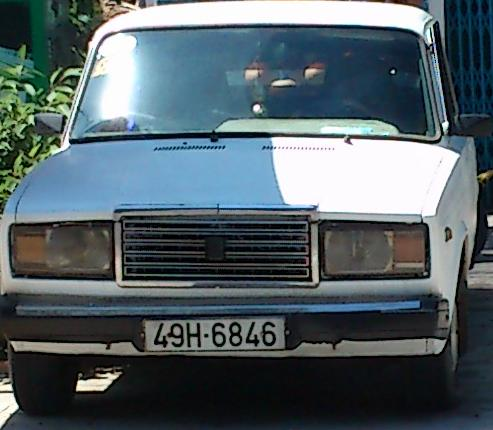
ВАЗ-2107 з номером зразку 1984 р.

Код В'єтнаму для міжнародного руху ТЗ — (VN).

## Регулярні номерні знаки
Чинну схему регулярних номерних знаків В'єтнаму запроваджено в 1984 році. В 2010 році відбулася модифікація з метою розширення можливостей видачі номерних знаків. Загальні риси системи нагадують інвертовану французьку систему FNI. Формат розташування символів від 2010 року має вигляд 12А-345.67, де 12 — код регіону, А — серія, 345.67 — номер. Регулярні пластини мають біле тло з чорними знаками.

### Спеціальні серії на регулярних номерних знаках
- DA — іноземні інвестиційні компанії.
- НС — транспортні засоби обмеженого робочим часом використання.
- KT — спеціальна військова серія
- LA — будівельна і дорожня техніка (жовте тло)
- LD — спільні підприємства з іноземним капіталом, іноземні компанії, прокатні транспортні засоби для іноземних громадян.
- МА — триколісні легкі вантажні транспортні засоби.
- MĐ — двоколісні транспортні засоби з електричною тягою.
- MK — трактори.
- R — причепи.
- SA — негабаритна техніка, наприклад комбайни тощо (жовте тло).
- TĐ — автомобілі, складені у В'єтнамі.
- ХA — негабаритна техніка, наприклад комбайни тощо (жовте тло).

| 12MK-345.67 |

| 12SA-3456 |

### Регіональне кодування
- 11 — Каобанг
- 12 — Лангшон
- 14 — Куангнінь
- 15 — Хайфонг
- 16 — Хайфонг
- 17 — Тхайбінь
- 18 — Намдінь
- 19 — Футхо
- 20 — Тхайнгуєн
- 21 — Єнбай
- 22 — Туєнкуанг
- 23 — Хазянг
- 24 — Лаокай
- 25 — Лайтяу
- 26 — Шонла
- 27 — Дьєнб'єн
- 28 — Хоабінь
- 29 — Ханой
- 30 — Ханой
- 31 — Ханой
- 32 — Ханой
- 33 — Ханой
- 34 — Хайзионг
- 35 — Ніньбінь
- 36 — Тханьхоа
- 37 — Нгеан
- 38 — Хатінь
- 39 — Донгнай
- 40 — Ханой
- 41 — Хошимін
- 43 — Дананг
- 47 — Даклак
- 48 — Дакнонг
- 49 — Ламдонг
- 50 — Хошимін
- 51 — Хошимін
- 52 — Хошимін
- 53 — Хошимін
- 54 — Хошимін
- 55 — Хошимін
- 56 — Хошимін
- 57 — Хошимін
- 58 — Хошимін
- 59 — Хошимін
- 60 — Донгнай
- 61 — Біньзионг
- 62 — Лонган
- 63 — Тьєнзянг
- 64 — Віньлонг
- 65 — Кантхо
- 66 — Донгтхап
- 67 — Анзянг
- 68 — Кьєнзянг
- 69 — Камау
- 70 — Тейнінь
- 71 — Бенче
- 72 — Барія-Вунгтау
- 73 — Куангбінь
- 74 — Куангчі
- 75 — Тхиатхьєн-Хюе
- 76 — Куангнгай
- 77 — Біньдінь
- 78 — Фуєн
- 79 — Кханьхоа
- 80 — урядові інституції
- 81 — Зялай
- 82 — Контум
- 83 — Шокчанг
- 84 — Чавінь
- 85 — Ніньтхуан
- 86 — Біньтхуан
- 88 — Віньфук
- 89 — Хинг'єн
- 90 — Ханам
- 92 — Куангнам
- 93 — Біньфиок
- 94 — Бакльєу
- 95 — Хаузянг
- 97 — Баккан
- 98 — Бакзянг
- 99 — Бакнінь

## Інші формати

### Державні номерні знаки

Автомобіль з державним номером

Номерні знаки державних організацій та силових відомств мають білі символи на блакитному тлі і формати 12АБ-345.67, де 12 — код регіону, АБ — серія, 345.67 — номер та 12А-3456, де 12 — код регіону, А — серія , 3456 — номер.
| 12CD-345.67 |

| 12C-3456 |

### Урядові номерні знаки
Номерні знаки урядових організацій мають формат регулярних номерних знаків, кодом регіону виступає число 80.
| 80A-1234 |

### Номерні знаки двоколісних транспортних засобів

Мопедний номерний знак

Мотоцикли з об'ємом двигуна понад 50 кубічних сантиметрів мають номерні знаки формату 12-А3/456.78, до 2010 року видавався формат 12-А3/4567. Номерні знаки мають чорні символи на білому тлі.
| 12-А3 456.78 |

| 12-А3 4567 |

Мопеди з об'ємом двигуна до 50 кубічних сантиметрів мають номерні знаки формату 12-АБ/345.67, до 2010 року видавався формат 12-АБ/3456. Номерні знаки мають чорні символи на білому тлі.
| 12-АA 345.67 |

| 12-АA 4567 |

Двоколісні транспортні засоби з електричною тягою мають номерні знаки формату 12-MĐ/345.67
| 12- MĐ 345.67 |

### Дипломатичні номерні знаки

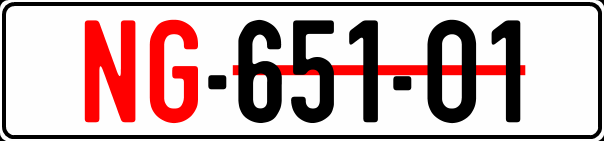
Дипломатичний НЗ

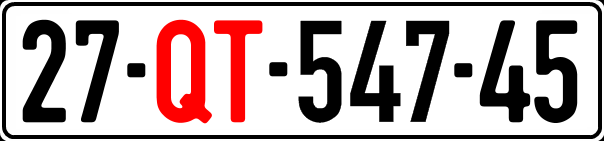
Номерний знак міжнародної організації

- Номерні знаки для дипломатичного персоналу, що базується у місті Ханой мають біле тло і формат АБ123.45, де АБ — код статусу співробітника (червоні символи для NG i QT, чорні для NN), 123 — код країни (чорні символи), 45 (чорні символи) — номер (01 — голова дипломатичної місії, 02-99 — інші співробітники). На номерних знаках голови дипломатичної місії всі чорні цифри перекреслено горизонтальною червоною лінією.
- Номері знаки консульських організацій, що базуються у місті Ханой мають формат 80-АБ-123.45, де 80 — код загальнодержавного значення, АБ — код статусу співробітника, 123 — код країни, 45 — номер (01 — голова консульської організації, 02-99 — інші співробітники).
- Номері знаки консульських організацій та персоналу міжнародних організацій, що базуються поза межами міста Ханой мають формат 12-АБ-345.67, де 12 — код регіону, АБ — код статусу співробітника, 345 — код країни, 67 — номер.
- NG — дипломати (ngoại giao)
- NN — іноземці без дипломатичного статусу (người nước)
- QT — міжнародні організації (quốc tế).

| 12-NN-655.11 |

#### Кодування дипломатичних номерних знаків
- 001—005 — Австрія
- 006—010 — Албанія
- 011—015 — Велика Британія
- 016—020 — Єгипет
- 021—025 — Азербайджан
- 026—030 — Індія
- 031—035 — Ангола
- 036—040 — Афганістан
- 041—045 — Алжир
- 046—050 — Аргентина
- 051—055 — Вірменія
- 056—060 — Ірландія
- 061—065 — Бельгія
- 066—070 — Польща
- 071—075 — Португалія
- 076—080 — Болгарія
- 081—085 — Буркіна-Фасо
- 086—090 — Бразилія
- 091—095 — Бангладеш
- 096—100 — Білорусь
- 101—105 — Болівія
- 106—110 — Бенін
- 111—115 — Бруней
- 116—120 — Бурунді
- 121—125 — Куба
- 126—130 — Кот-д'Івуар
- 131—135 — Конго
- 136—140 — Демократична республіка Конго
- 141—145 — Чилі
- 146—150 — Колумбія
- 151—155 — Камерун
- 156—160 — Канада
- 161—165 — Кувейт
- 166—170 — Камбоджа
- 171—175 — Киргизстан
- 176—180 — Катар
- 181—185 — Кабо-Верде
- 186—190 — Коста-Рика
- 191—195 — Німеччина
- 196—200 — Замбія
- 201—205 — Зімбабве
- 206—210 — Данія
- 211—215 — Еквадор
- 216—220 — Еритрея
- 221—225 — Ефіопія
- 226—230 — Естонія
- 231—235 — Гаяна
- 236—240 — Габон
- 241—245 — Гамбія
- 246—250 — Джибуті
- 251—255 — Грузія
- 256—260 — Йорданія
- 261—265 — Гвінея
- 266—270 — Гана
- 271—275 — Гвінея-Бісау
- 276—280 — Гренада
- 281—285 — Екваторіальна Гвінея
- 286—290 — Гватемала
- 291—295 — Угорщина
- 296—300 — США
- 301—305 — Нідерланди
- 306—310 — Греція
- 311—315 — Ямайка
- 316—320 — Індонезія
- 321—235 — Іран
- 326—330 — Ірак
- 331—335 — Італія
- 336—340 — Ізраїль
- 341—345 — Казахстан
- 346—350 — Лаос
- 351—355 — Ліван
- 356—360 — Лівія
- 361—365 — Люксембург
- 366—370 — Литва
- 371—375 — Латвія
- 376—380 — М'янма
- 381—385 — Монголія
- 386—390 — Мозамбік
- 391—395 — Мадагаскар
- 396—400 — Молдова
- 401—405 — Мальдіви
- 406—410 — Мексика
- 411—415 — Малі
- 416—420 — Малайзія
- 421—425 — Марокко
- 426—430 — Мавританія
- 431—435 — Мальта
- 436—440 — Маршалові острови
- 441—445 — РФ
- 446—450 — Японія
- 451—455 — Нікарагуа
- 456—460 — Нова Зеландія
- 461—465 — Нігер
- 466—470 — Нігерія
- 471—475 — Намібія
- 476—480 — Непал
- 481—485 — ПАР
- 486—490 — Сербія
- 491—495 — Норвегія
- 496—500 — Оман
- 501—505 — Австралія
- 506—510 — Франція
- 511—515 — Фіджі
- 516—520 — Пакистан
- 521—525 — Фінляндія
- 526—530 — Філіппіни
- 531—535 — Палестина
- 536—540 — Панама
- 541—545 — Папуа Нова Гвінея
- 546—550 — міжнародні організації
- 551—555 — Руанда
- 556—560 — Румунія
- 561—565 — Чад
- 566—570 — Чехія
- 571—575 — Кіпр
- 576—580 — Іспанія
- 581—585 — Швеція
- 586—590 — Танзанія
- 591—595 — Того
- 596—600 — Таджикистан
- 601—605 — Китай
- 606—610 — Таїланд
- 611—615 — Туркменистан
- 616—620 — Туніс
- 621—625 — Туреччина
- 626—630 — Швейцарія
- 631—635 — КНДР
- 636—640 — Корея
- 641—645 — ОАЕ
- 646—650 — Самоа
- 651—655 — Україна
- 656—660 — Узбекистан
- 661—665 — Уганда
- 666—670 — Уругвай
- 671—675 — Вануату
- 676—680 — Венесуела
- 681—685 — Судан
- 686—690 — Сьєра-Леоне
- 691—695 — Сингапур
- 696—700 — Шрі-Ланка
- 701—705 — Сомалі
- 706—710 — Сенегал
- 711—715 — Сирія
- 716—720 — Малаві
- 721—725 — Сейшельські острови
- 726—730 — Сан-Томе і Принсіпі
- 731—735 — Словаччина
- 736—740 — Ємен
- 741—745 — Ліхтенштейн
- 746—750 — Гонконг
- 751—755 — Східний Тимор
- 756—760 — ЄЕС
- 761—765 — Саудівська Аравія
- 766—770 — Ліберія
- 885—890 — Тайвань

### Військові номерні знаки

Військовий номерний знак

Номерні знаки військових автомобілів мають білі символи на червоному тлі та формат АБ-12-34, де АБ — код підрозділу, 12-34 — номер.
| AA-12-34 |

Номерні знаки військових мотоциклів мають білі символи на червоному тлі та формат АБ/123, де АБ — код підрозділу, 123 — номер.
Номерні знаки військових мопедів мають білі символи на червоному тлі та формат АБ/123А, де АБ — код підрозділу, 123 — номер, А — покажчик мопеду.

### Тимчасові номерні знаки
Номерні знаки для щойно придбаних транспортних засобів, що не мають постійної реєстрації мають формат Т12/345.67, де Т — покажчик тимчасовості, 12 — код регіону, 3456.67 — номер.
| Т12 345.67 |